# Schmidt (cràter marcià)

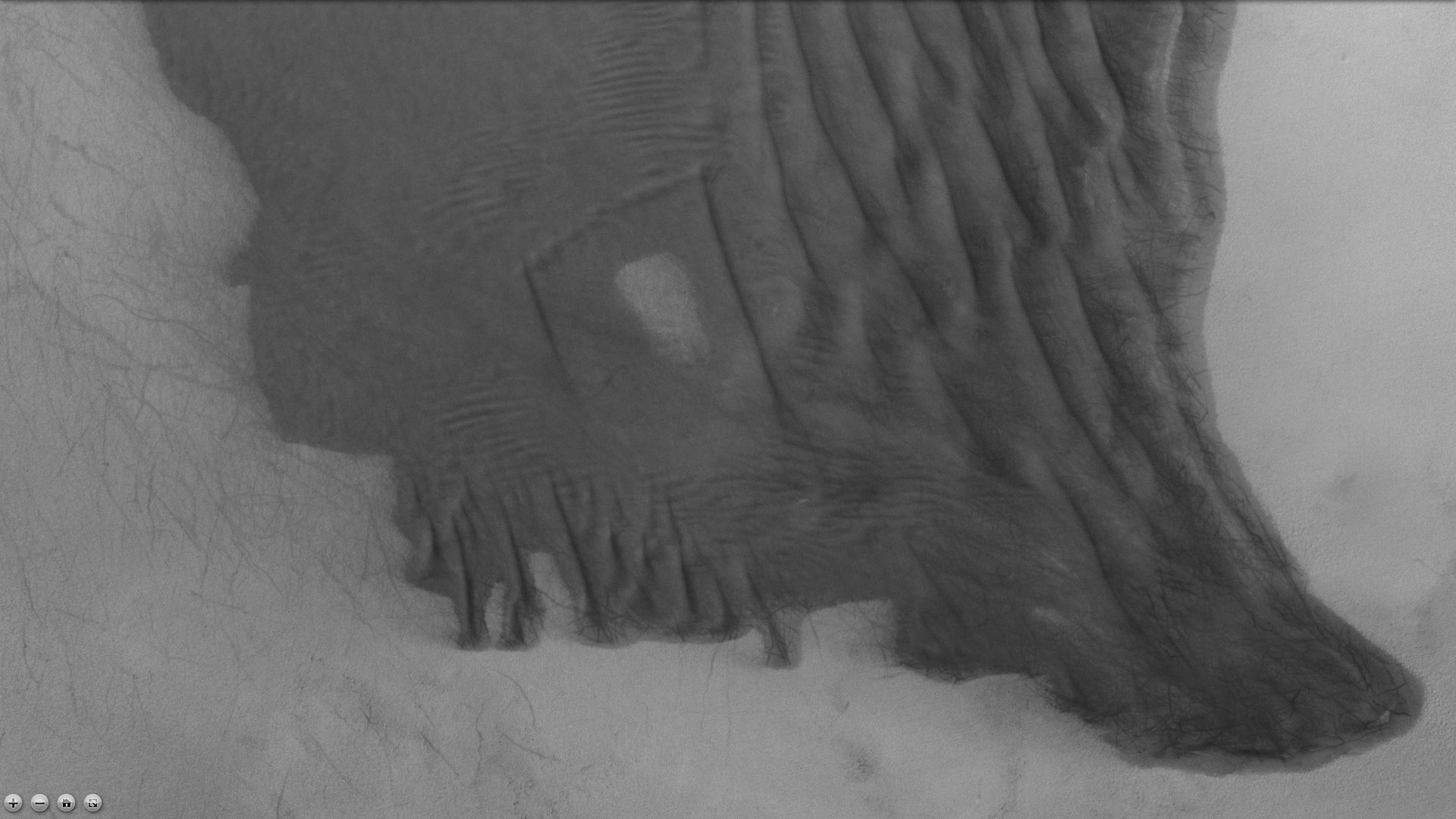
Dunes i pistes de diables de pols en el cràter Schmidt. Les línies estretes fosques són pistes de diables de pols (ampliació de la imatge apaisada d'Schmidt).

Schmidt és un cràter d'impacte situat en el quadrangle Mare Australe de Mart, localitzat en les coordenades 72.3° Sud de latitud i 78.1° Oest de longitud. Té 212.5 km de diàmetre i deu el seu nom a l'astrònom alemany J. F. Julius Schmidt i al científic rus Otto Schmidt. La denominació va ser aprovada en 1973 per la Unió Astronòmica Internacional (UAI).
La densitat de cràters d'impacte sol determinar l'edat de diferents zones de la superfície de Mart i d'altres cossos del sistema solar. Com més antiga és una superfície, major nombre de cràters presenta. La morfologia dels cràters també pot revelar la presència de gel en el terreny.